# Mộc qua Trung Quốc
Mộc qua Trung Quốc hay mộc qua hải đường, minh tra (danh pháp hai phần: Pseudocydonia sinensis), loài duy nhất của chi Pseudocydonia, là một loại cây thân gỗ với lá sớm rụng hay bán thường xanh trong họ Hoa hồng (Rosaceae), bản địa của miền đông châu Á tại Trung Quốc. Nó có quan hệ họ hàng gần với chi Mộc qua Kavkaz (Cydonia và chi Mộc qua Đông Á (Chaenomeles), nhưng khác ở chỗ chúng có các lá với khía răng cưa trong khi mộc qua Kavkaz không có, và khác với chi thứ hai ở chỗ nó không có gai và hoa mọc đơn lẻ chứ không mọc thành cụm.
Loài cây này có thể cao tới 10–18 m, với tán lá rậm rạp và nhiều cành con. Các lá đơn mọc so le, dài 6–12 cm và rộng 3–6 cm, với mép lá có khía răng cưa. Các hoa đường kính 2,5–4 cm, với 5 cánh hoa màu hồng nhạt; ra hoa vào giữa mùa xuân. Quả là dạng quả táo hình trứng lớn, dài 12–17 cm với 5 lá noãn; chín vào cuối mùa thu.

### Sử dụng
Quả cứng và se, mặc dù chúng sẽ mềm và bớt se (hơi "ủng") sau khi bị sương giá. Nó có thể dùng giống như mộc qua Kavkaz để làm mứt. Nó cũng được trồng làm cây cảnh ở khu vực miền nam châu Âu.

## Hình ảnh

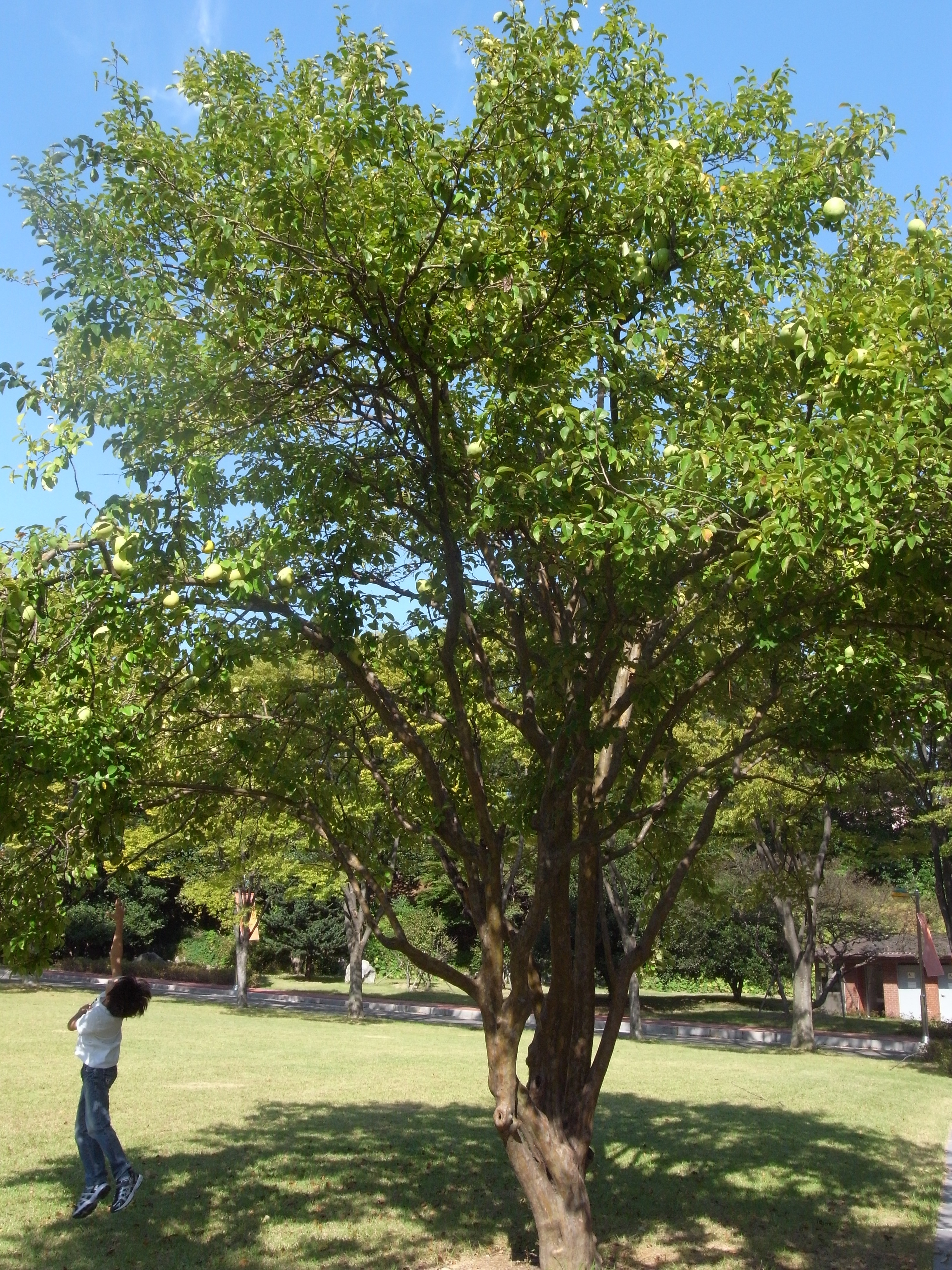
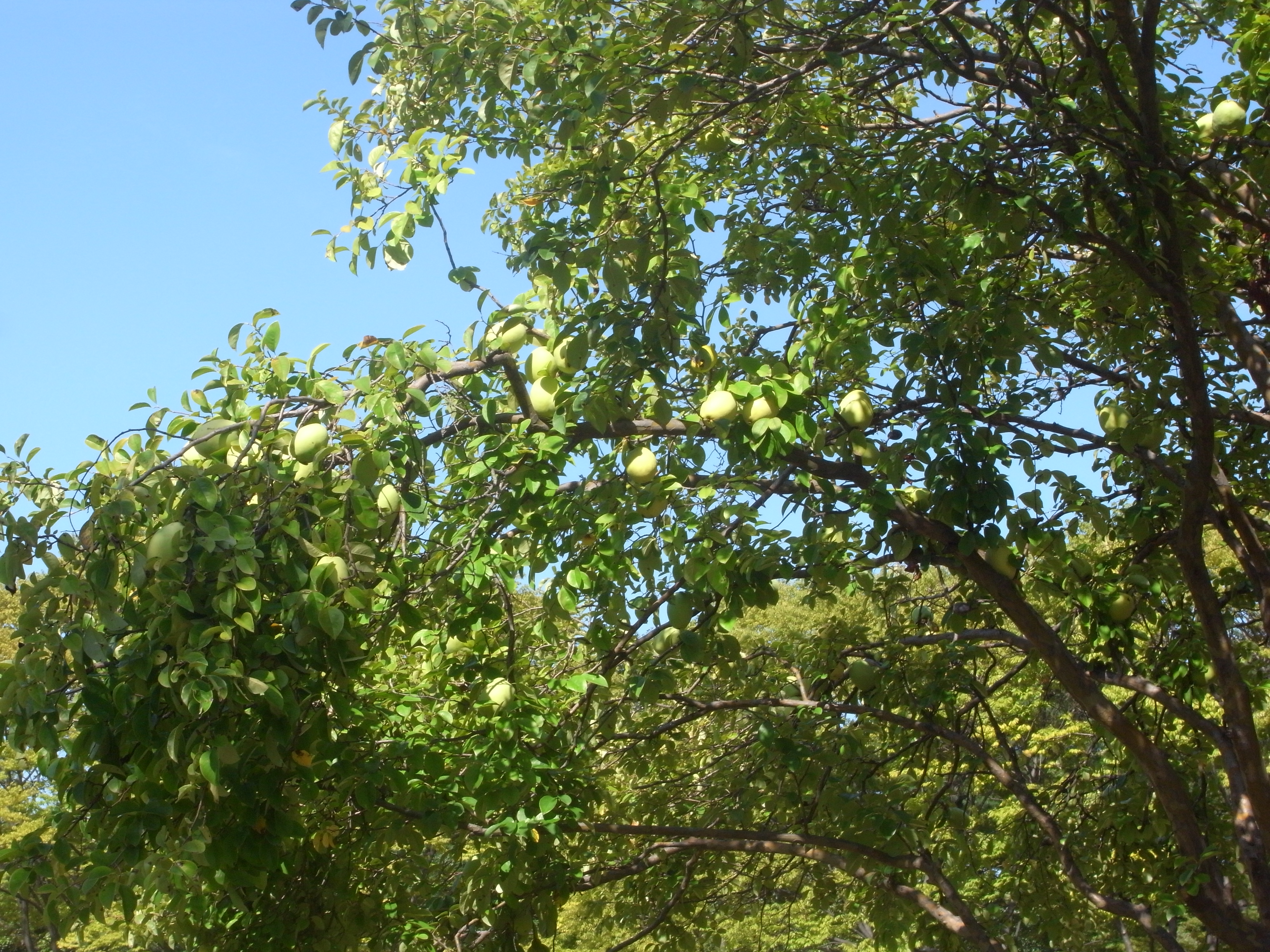
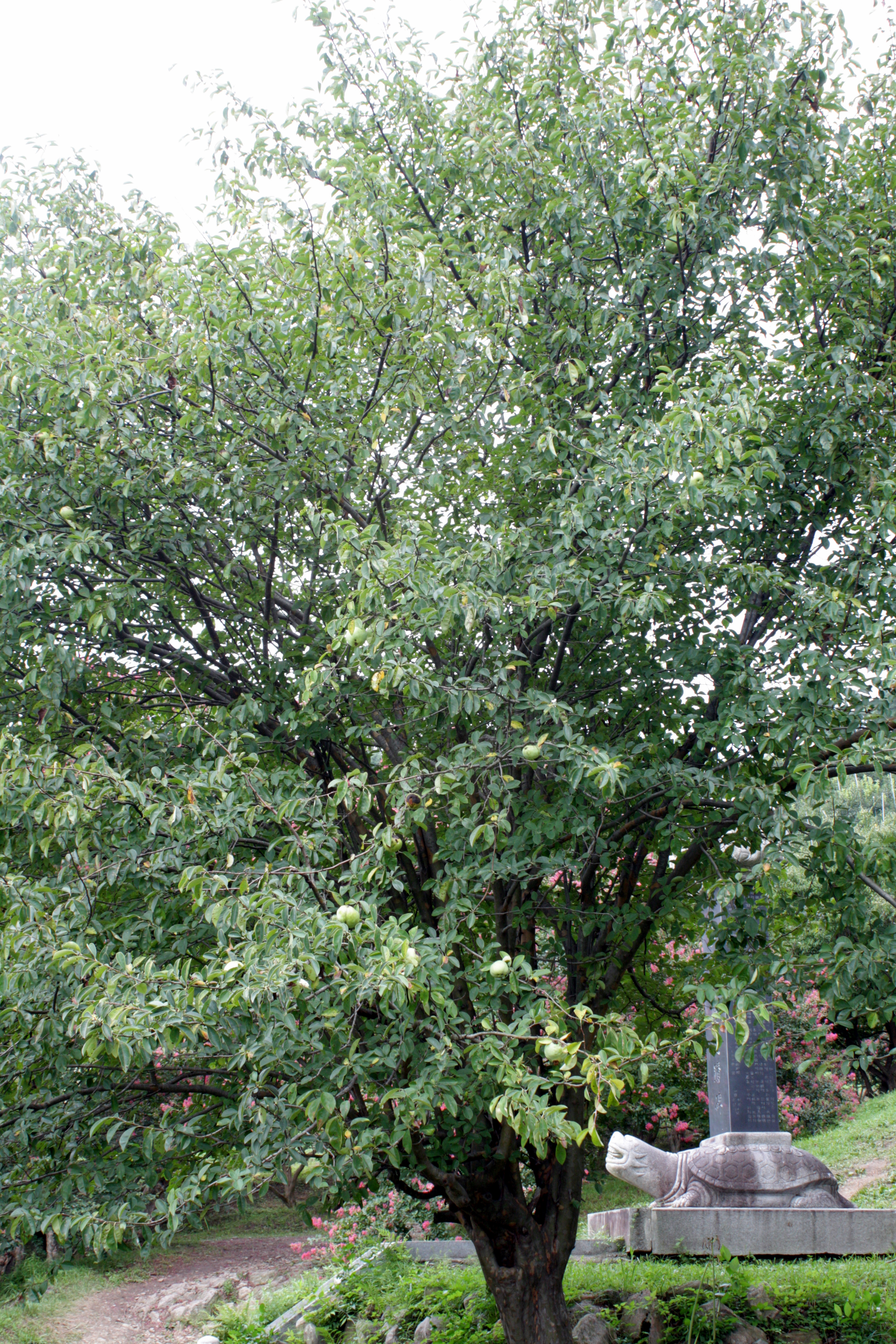
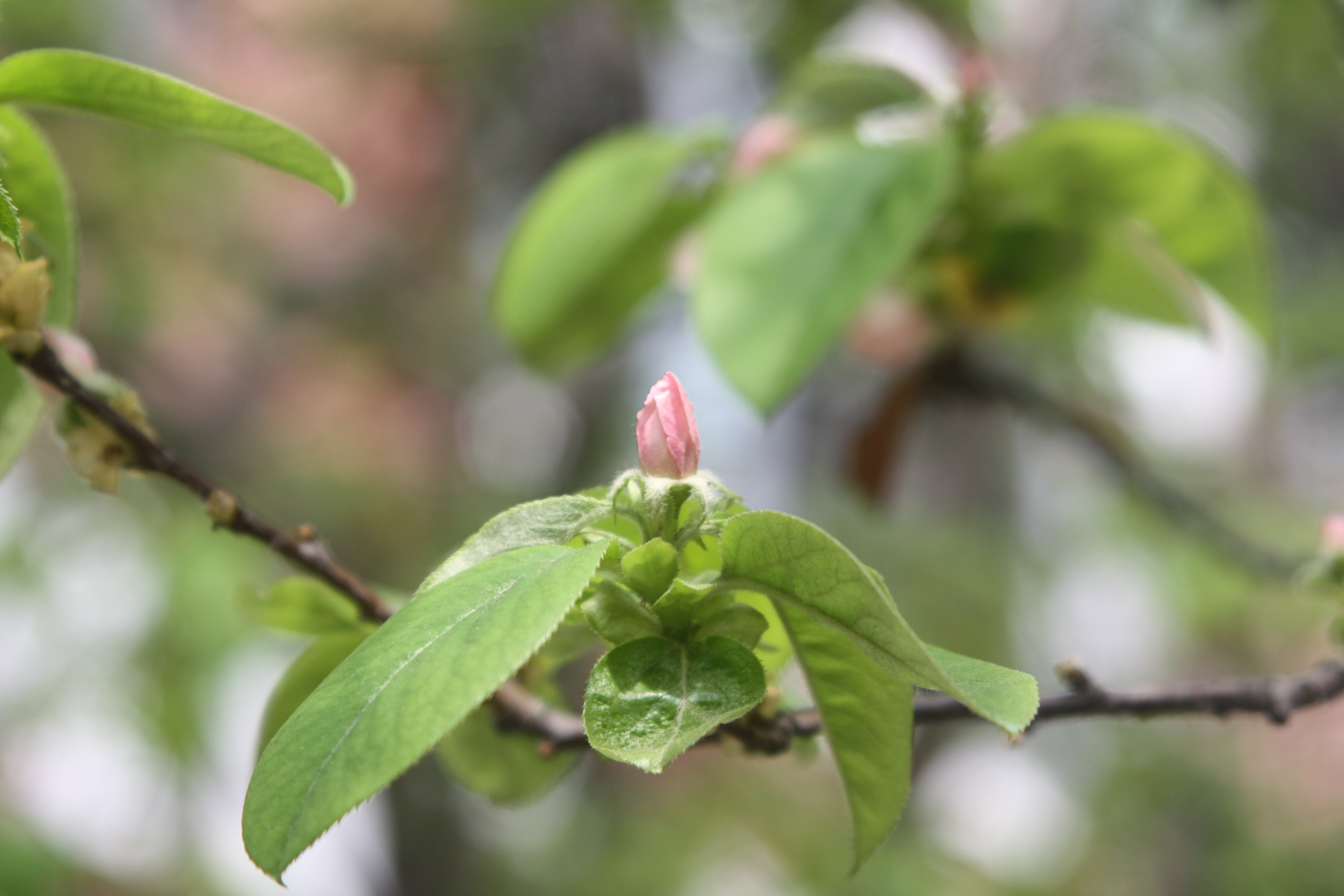
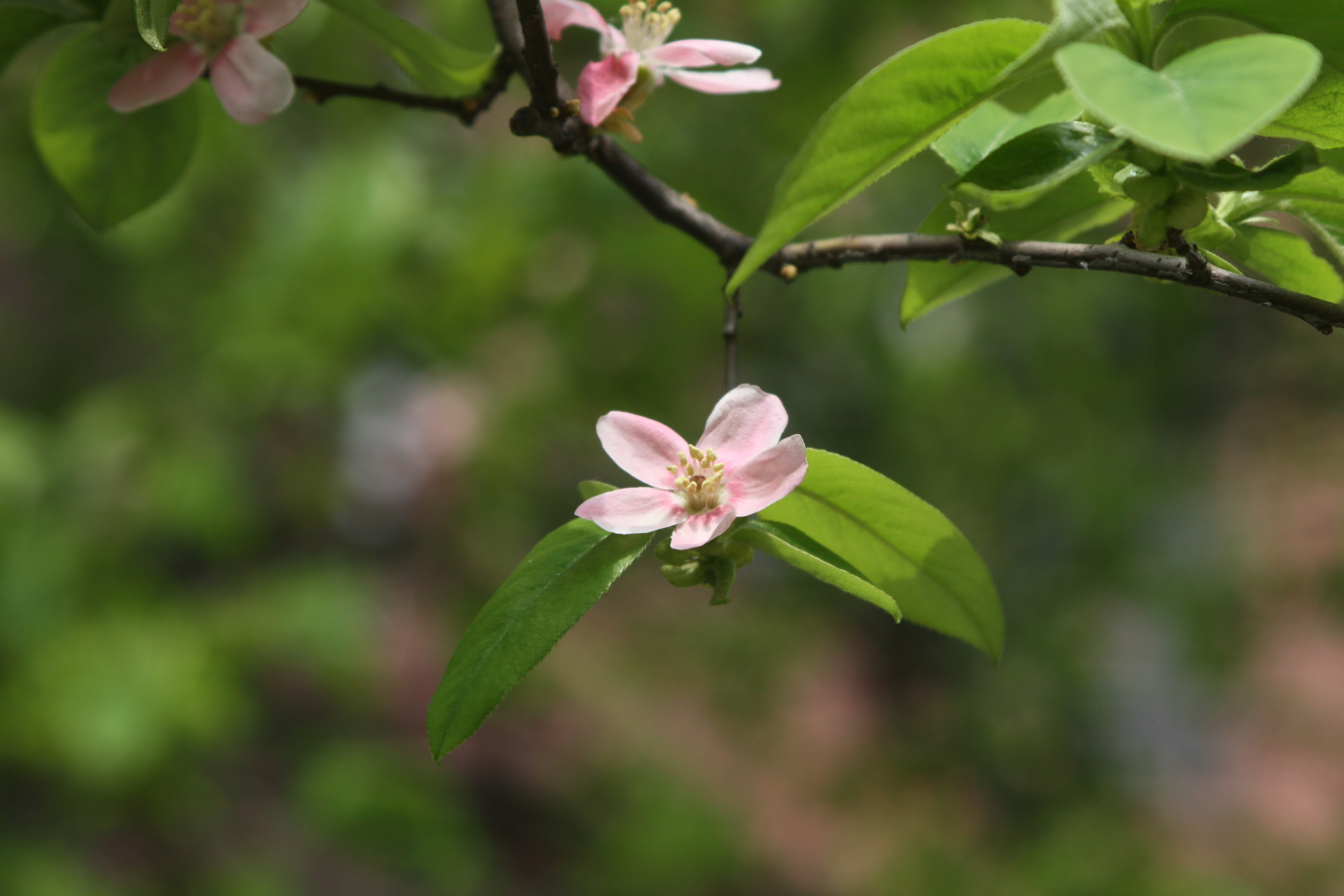